# Högskolan för scen och musik (Göteborgs universitet)

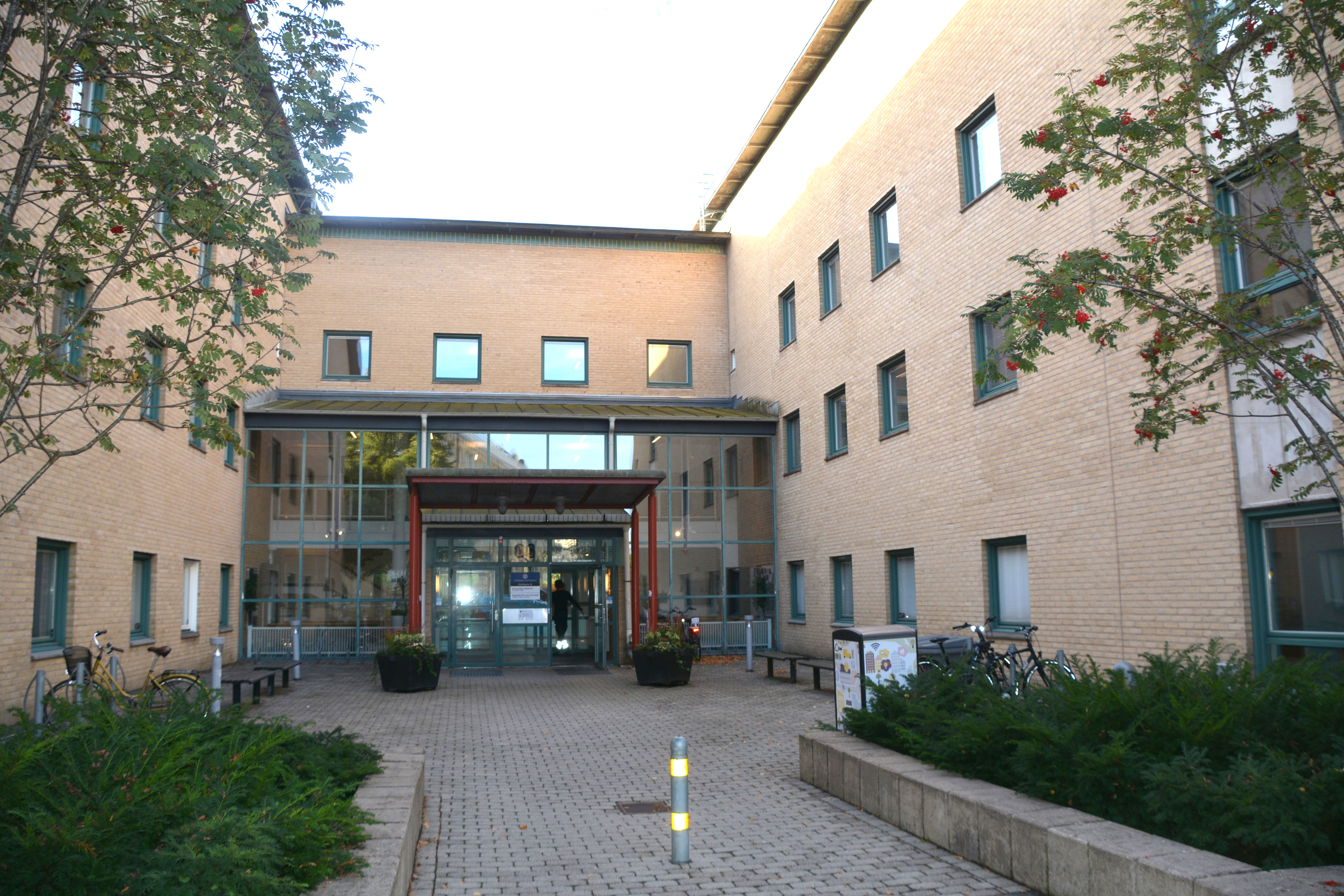
Entrén till byggnaden vid Eklandagatan

Högskolan för scen och musik är en institution inom den Konstnärliga fakulteten vid Göteborgs universitet. Institutionen bedriver utbildning inom musik och scenkonst samt lärarutbildning i musik, dans och teater. Det bedrivs också forskning och forskarutbildning inom konstnärliga ämnen och pedagogik. Som en del av utbildningarna bedrivs en publik verksamhet i form av konserter och föreställningar.

## Musikområdet
Till musikområdet vid Högskolan för scen och musik räknas utbildningsprogrammen improvisation, samtida traditionsmusik (världsmusik), komposition, klassisk musik, kyrkomusik, individuell musikerutbildning, musik- och ljudproduktion, kördirigering, orgel med relaterade klaverinstrument och symfoniskt orkesterspel.
Ledare för utbildningarna har bland annat varit Lars Brandström, Bengt Eklund, Ingemar Henningsson, Anders Hultqvist, Anne Johansson, Lars Ohlsson, Bengt Olsson, Gunno Palmqvist, Ann-Marie Rydberg, Robert Schenck, Henrik Tobin, Anders Tykesson.

## Scenområdet
Till scenområdet vid Högskolan för scen och musik räknas utbildningsprogrammen opera, musikal, skådespeleri och Contemporary Performative Arts.
Ledare för utbildningarna har bland annat varit Derek Barnes, Lars Barringer, Iwar Bergkwist, Harald Ek, Vernon Mound, Pia Muchin, Ola Nilsson, Per Nordin, Gugge Sandström, Maria Schildknecht, Bo Swedberg, Karl-Magnus Thulstrup, Frantisek Veres.

## Pedagogikområdet
Till pedagogikområdet vid Högskolan för scen och musik räknas ämneslärarprogrammen i dans, musik och teater. 

## Forskning och forskarutbildning
Forskningen vid Högskolan för scen och musik bedrivs inom ämnena musikalisk gestaltning, scenisk gestaltning, musikpedagogik samt estetiska uttrycksformer med inriktning mot utbildningsvetenskap. I forskningsmiljön ingår ett antal forsknings- och publiceringsplattformar som drivs inom ramen för Konstnärliga fakulteten vid Göteborgs universitet. 
Institutionen bedriver även forskarutbildning för doktorander..

## Masterutbildning i symfoniskt orkesterspel
Masterutbildningen i symfoniskt orkesterspel, ursprungligen benämnd Swedish National Orchestra Academy (SNOA), startades av dåvarande högskolerektorn Ingemar Henningsson efter förarbete tillsammans med Göteborgs Symfoniker, lärare vid dåvarande musikhögskolan samt dirigenterna Herbert Blomstedt och B. Tommy Andersson. Utbildningen är tvåårig och innehåller bland annat åtta till nio projekt per läsår med University of Gothenburg Symphony Orchestra. Studenterna rekryteras internationellt och undervisningen sker på engelska. Utbildningen sker i samarbete med Göteborgs Symfoniker och GöteborgsOperans orkester. Konstnärligt ansvariga har varit B. Tommy Andersson, Kjell Ingebretsen och Henrik Schaefer.

## Historik

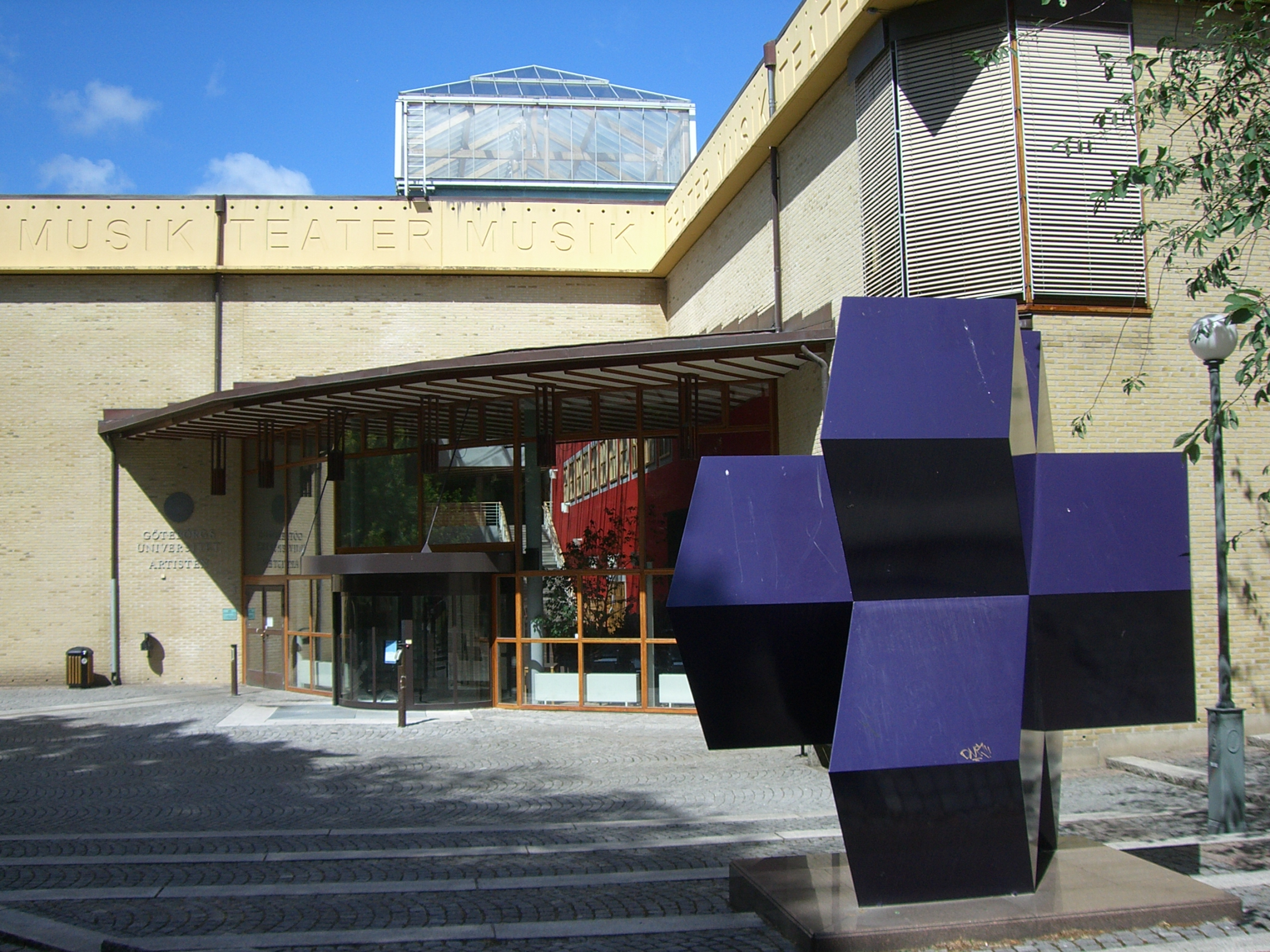
Entrén till byggnaden Artisten, där Högskolan för scen och musik hade sin verksamhet fram till hösten 2022. I förgrunden ses Roland Boréns skulptur Incantatio.

Högskolan för scen och musik bildades 2005 genom en sammanslagning av de tidigare institutionerna musikhögskolan, teaterhögskolan och operahögskolan samt organisationen för den gemensamma byggnaden Artisten.  

## Lokaler

### 2005 till 2022
Högskolan för scen och musik bedrev sin verksamhet huvudsakligen i byggnaden Artisten. Därefter stängdes byggnaden för att byggas om till Konstnärliga, ett nytt hus där hela den Konstnärliga fakulteten vid Göteborgs universitet ska samlas. 

### Sedan hösten 2022
Under tiden som byggprocessen med Konstnärliga pågår bedrivs verksamheten på fyra adresser i Göteborg: Eklandagatan 86, Åvägen 24 (Brewhouse), Vasagatan 50 (HDK-Valand) och Triörgatan 1 (Andra stället).

## Prefekter/Högskolerektorer
- 2023– Jesper Lundgren[6]
- 2017–2023 Petra Frank[7]
- 2014–2016 Mist Þorkelsdóttir
- 2010–2013 Staffan Rydén
- 2007–2009 Helena Wessman
- 2005–2006 Ingemar Henningsson (rektor för Musikhögskolan 1998–2005)